# Гасымов, Надир Садыг оглы
Гасымов Надир Садыг оглы (22 мая 1928, Баку — 10 марта 2000) — Азербайджанский Художник, Народный художник Азербайджанской Республики (1992).

## Жизнь и деятельность
Гасымов Надир Садыг оглу родился 22 мая 1928 года. В 1941-1946-х годах обучался в Художественном училище имени Азима Азизаде. В 1947-1953-х годах продолжил обучение в Санкт-Петербургской академии художеств имени Ильи Репина, в мастерской Йохансона. Портретные и пейзажные работы с успехом экспонировались на международных и республиканских выставках 1953—1954 гг. Среди них портреты народных художников СССР Бюльбюля и Марзии Давудовой, старого масляного мастера Гульбалы Алиева.
В творчестве художника чаще всего чувствуется романтизм в работах этого стиля. Примеры этого типа живописи можно назвать такими работами как «Ветер на Каспии» (1991), «Морской камыш» (1975), «Солнце и ветер Каспия» (1990), «Облачный день» (1991), «Море и скалы», «Каспийское море» (1990). Кровавая трагедия 20 января 1990 года отражена в пейзажной работе «На Каспии в 1990 году». Эта работа раскрыла талант художника изображать трагедию своего народа через пейзаж.
Любимой темой художника было не только Каспийское море. Часто бывавший в творческих поездках по селам и районам Азербайджана, художник ценил труд простых батраков и женщин наряду с природой, черпал в них вдохновение. В результате этого в 1960-е годы появились его картины «На Хлопковой горе», «Рисовое поле», «Матери», «Ланкеранский базар», «Друзья», «Высокие горы», «Тюльпаны», «Наша земля».
Около 50 пейзажных и портретных работ художника, посвященных древнему и современному Китаю, были представлены на его первой персональной выставке, организованной в 1961 году в Азербайджанском государственном художественном музее имени Р. Мустафаева.
Творчество Надира Гасымова охватило более полувека, с конца 1940-х по 2000 гг. Его работы неоднократно экспонировались более чем в 50 странах мира — в США, Канаде, Мексике, Бельгии, Германии, Италии, Англии, Франции, Египте, Югославии, Индии, Ливане, Болгарии, Монголии, Венгрии, Румынии, Польше, Чехословакии, Кубе. Выставлялся в Турции был удостоен различных дипломов и почетных степеней.
В 1958—1969 годах Надир Гасымов избирался членом Совета директоров Союза художников Азербайджана, а в 1967—1969 годах на три срока избирался депутатом Бакинского городского совета. В 1970—2000 годах занимался преподавательской деятельностью в Университете искусств, был профессором кафедры живописи.
Надир Гасымов скончался 10 марта 2000 года.

## Награды и звания
- Медаль «За трудовое отличие» 9 июнь 1959
- Народный художник Азербайджана 4 март 1992
- Заслуженный Художник Азербайджанского ССР 7 июль 1967